# Palast von Ebla
Der Palast von Ebla (zur Unterscheidung von anderen Bauwerken Palast G genannt) war ein Repräsentationsbau in Ebla (Tell Mardikh), der um 2400 v. Chr. gegründet und etwa 100 Jahre später zerstört wurde, als Ebla durch Sargon von Akkad erobert wurde.

## Baubeschreibung
Das Bauwerk nahm einen erheblichen Teil der Akropolis des Fundortes Tell Mardikh ein und erstreckte sich möglicherweise mit seinen Befestigungen auch in die Unterstadt. Aufgrund seiner Ausdehnung ist es bis heute nur in Teilen bekannt. Dabei ließ sich eine deutliche funktionale Trennung der einzelnen Gebäudetrakte feststellen, von welchen insbesondere das administrative Zentrum, Küchen, Magazine und ein Teil des Wohnbereichs näher untersucht wurden.
Nach heutigem Kenntnisstand besaß der Palast insgesamt drei Eingänge. Besonders prächtig ausgestaltet war hiervon der zeremoniellen Zwecken dienende Zugang über eine monumentale Treppe mit vier Rampen, wobei Stufen mit Perlmutteinlagen verziert waren. Der Haupteingang führte durch eine monumentale Toranlage. Im südlichen Bereich fand sich ein weiterer Zugang zum Administrationstrakt, dessen Eingang mit Basalt-Türschwellen und ebenfalls mit Perlmutteinlagen verzierten Stufen ausgestattet war.
Vom Dekor des Palastes sind nur wenige Teile erhalten. Diesen zufolge war der Palast mit Paneelen verkleidet, die zum Teil mit Blattgold überzogen und mit figürlichen Einlagen aus diversen Materialien ausgestattet waren. Hinzu treten Preziosen aus dem Fernhandel, die in den Magazinen des Palastes aufbewahrt wurden und unter anderem 40 kg Lapislazuli umfassten.
Den wichtigsten Fund aus dem Tempel stellen jedoch rund 17.000 Tontafeln dar, die eine Rekonstruktion der politischen, sozialen und kulturellen Geschichte Syriens in der Mitte des 3. Jahrtausends v. Chr. erlauben.